# أس حرج
يصف الأس الحرج سلوك الكميات الفيزيائية بالقرب من التحول الطوري المستمر. يُعتقد، ولكن بصورة غير مثبتة، أن هذه الآساس شاملة أي أنها لا تعتمد على تفاصيل النظام الفيزيائي ولكن فقط على بعض خصائصه. على سبيل المثال، بالنسبة للأنظمة الفيرومغناطيسية، تعتمد الآساس الحرجة فقط على:
- أبعاد النظام.
- مدى التفاعل.
- أبعاد اللف.

تُدعم هذه الخصائص للآساس الحرجة من خلال البيانات التجريبية. يمكن الوصول إلى نتائج تحليلية نظريًا في نظرية الحقل الوسطي في أبعاد عليا أو عندما تُعرف حلول دقيقة مثل نموذج إيزينج ثنائي الأبعاد. يتطلب التعامل النظري في الأبعاد العامة مقاربة مجموعة إعادة التطبيع أو تقنيات التمهيد الامتثالي. تظهر التحولات الطورية والآساس الحرجة في عدة أنظمة فيزيائية مثل الماء في التحول من سائل إلى بخار والأنظمة الفيرومغناطيسية أو الفيرومغناطيسية المضادة وفي التوصيل الفائق وفي الترشيح وفي أنظمة مكونة من الجسيمات التي تنشر وتخضع لتفاعلات كيميائية وفي الموائع الهائجة... يختلف البعد الحرج أعلاه الذي يعني أن آساس الحقل الوسيط صالحة مع الأنظمة ويمكن أن تكون لانهائية. تبلغ قيمة هذا الحد 4 بالنسبة للانتقال من الحالة البخارية إلى الحالة السائلة، ويبلغ 6 للترشيح وربما لانهائي بالنسبة للاضطراب. تُعد آساس الحقل الوسطي صالحةً أيضًا للرسوم البيانية العشوائية، مثل الرسوم البيانية إيردوس-رينيه والتي يمكن اعتبارها أنظمة لا نهائية الأبعاد.

## التعريف
غالبًا ما يكون بارامتر التحكم الذي يحرك الانتقال الطوري هو درجة الحرارة ولكن يمكن أن يكون أيضًا متغيرات مايكروسكوبية أخرى مثل الضغط أو مجال مغناطيسي خارجي. لتبسيط المفهوم، تعمل المناقشة التالية من حيث درجة الحرارة؛ أي أن الانتقال إلى أداة تحكم أخرى واضح. تسمى درجة الحرارة التي يحدث فيها الانتقال درجة الحرارة الحرجة Tc. نريد وصف سلوك الكمية الفيزيائية f فيما يتعلق بقانون الطاقة حول درجة الحرارة الحرجة؛ من خلال هذه العلاقة نوضح ما هو انخفاض درجة الحرارة
{\displaystyle \tau :={\frac {T-T_{\mathrm {c} }}{T_{\mathrm {c} }}}}
والتي نتيجتها صفر في التحول الطوري، وبتعريف الأس الحرج {\displaystyle k} بالعلاقة:
{\displaystyle k\,{\stackrel {\text{def}}{=}}\,\lim _{\tau \to 0}{\frac {\log |f(\tau )|}{\log |\tau |}}}
إن النتائج التي نبحث عنها في قانون الطاقة تُحدد بالعلاقة:
{\displaystyle f(\tau )\propto \tau ^{k}\,,\quad \tau \approx 0}
من المهم التذكر أن هذا يمثل سلوك المقارب للوظيفة f(τ) كـτ → 0
وبشكل أعم قد نتوقع من خلال العلاقة
{\displaystyle f(\tau )=A\tau ^{k}\left(1+b\tau ^{k_{1}}+\cdots \right)}

## الآساس الحرجة الأكثر أهمية
لنفترض أن النظام له مرحلتان مختلفتان تتميزان ببارامتر الترتيب Ψ، الذي يختفي عند درجة الحرارة الحرجة وفوقها Tc.
لنعتبر أن طور التشوش وفيه (τ> 0) وطور الترتيب وفيه (τ <0) ودرجة الحرارة الحرجة (τ = 0) مراحل منفصلة على حدة. وفقًا للقانون المعتاد، تُعد الآساس الحرجة المتعلقة بطور الترتيب. تُعد أيضًا اصطلاحًا قياسيًا آخر لاستخدام مرتفع / منخفض + (-) للحالة المشوشة (المرتبة). بشكل عام يحدث كسر التناظر التلقائي في المرحلة المطلوبة.
يمكن اشتقاق الآساس الحرجة من الطاقة الحرة المحددة f(J,T) بصفتها وظيفة للمصدر ودرجة الحرارة. يمكن اشتقاق طول الارتباط من الوظائفية F[J;T].
تُعد هذه العلاقات دقيقةً بالقرب من النقطة الحرجة في الأنظمة ثنائية وثلاثية الأبعاد. ومع ذلك، في الأنظمة رباعية الأبعاد، تُعدل قوانين الطاقة عن طريق العوامل اللوغاريتمية. لا تظهر هذه القوانين في أبعاد قريبة بشكل اعتباطي ولكن ليس في الأنظمة الرباعية بالضبط، والتي يمكن استخدامها كوسيلة للتغلب على هذه المشكلة.

## الآساس الحرجة للحقل الوسطي للأنظمة المشابهة لنموذج إيزينج
إن نظرية لانداو الكلاسيكية (والمعروفة أيضًا باسم نظرية الحقل الوسطي) لقيم الآساس الحرجة لحقل سلمي (والتي يمثل نموذج إيسينغ مثالًا نموذجيًا عليها)
{\displaystyle \alpha =\alpha ^{\prime }=0\,,\quad \beta ={\tfrac {1}{2}}\,,\quad \gamma =\gamma ^{\prime }=1\,,\quad \delta =3}
إذا أضفنا مصطلحات مشتقة تحولها إلى مجال متوسط لنظرية غينزبرغ-لانداو، فسنحصل على
{\displaystyle \eta =0\,,\quad \nu ={\tfrac {1}{2}}}
إحدى الاكتشافات الرئيسية في دراسة الظواهر الحرجة هو أن نظرية الحقل المتوسط للنقاط الحرجة لا تكون صحيحة إلا عندما يكون البعد الطوري للنظام أعلى من بُعد معين يسمى البعد الحرج العلوي الذي يستبعد الأبعاد المادية 1 أو 2 أو 3 في معظم الحالات. لعل المشكلة في نظرية الحقل المتوسط هي أن الآساس الحرجة لا تعتمد على البعد الطوري. تؤدي هذه المشكلة إلى تباين كمي دون الأبعاد الحرجة، إذ تختلف الآساس الحرجة الحقيقية عن قيم الحقل المتوسط. يمكن أن يؤدي ذلك إلى تباين نوعي في بعد الطور المنخفض، حيث لا توجد نقطة حرجة، على الرغم من أن نظرية المجال المتوسط ما تزال تتنبأ بوجود نقطة حرجة. يكون الامر بهذا الشكل بالنسبة لنموذج إيزينج في البعد 1 حيث لا يوجد انتقال طور. يُسمى البعد الطوري حيث تصبح نظرية الحقل المتوسط غير صحيحة من الناحية النوعية البعد الحرج الأدنى.

## القيم التجريبية
القيمة الأكثر دقة لقياس α هي -0.0127 (3) للانتقال الطوري للهيليوم فائق الميوعة (ما يُطلق عليه انتقال لامدا). قيست القيمة على مكوك فضائي لتقليل اختلافات الضغط في العينة. هناك اختلاف كبير في هذه القيمة بالمقارنة مع التحديد النظري الأكثر دقة من خلال توليفة من تقنيات مونت كارلو وتقنيات تمدد درجة الحرارة العالية. تعطي التقنيات الأخرى نتائج في التجربة ولكنها أقل دقة.

## التنبؤات النظرية
يمكن تقييم الآساس الحرجة من خلال محاكاة مونت كارلو لنماذج شبكية. تعتمد دقة طريقة المبدأ الأول هذه على الموارد الحسابية المتوفرة، والتي تحدد القدرة على الانتقال إلى الحجم اللانهائي وتقليل الأخطاء الإحصائية. تعتمد التقنيات الأخرى على الفهم النظري للتقلبات الحرجة. لعل الأسلوب الأكثر قابلية للتطبيق على نطاق واسع هو مجموعة إعادة التطبيع. طُورت تقنية التحضير الامتثالي مؤخرًا، والتي حققت دقة لا تضاهى بالنسبة للآساس الحرجة لنموذج إيزينج.

## وظائف التحجيم
في ضوء المقاييس الحرجة، يمكننا إعادة تقييم جميع الكميات الديناميكية الحرارية من حيث الكميات التي لا تحتوي على أبعاد. بالقرب من النقطة الحرجة، يمكن إعادة كل شيء من حيث نسب معينة من قوى الكميات المخفضة. هذ ما يُطلق عليه وظائف التحجيم.
يمكن رؤية أصل وظائف القياس من مجموعة إعادة التطبيع. إن النقطة الحرجة هي نقطة ثابتة الأشعة تحت الحمراء. في مساحة صغيرة بما فيه الكفاية من النقطة الحرجة، قد نجعل عمل مجموعة إعادة التطبيع خطيًا. يعني هذا بصورة أساسية أن إعادة قياس النظام بعامل a سيكون مساويًا لمعاملات إعادة التحجيم وحقول المصدر بمعامل aΔ لبعض Δ. لذلك، قد نعيد تحجيم جميع الكميات من حيث الكميات المستقلة المعاد تحجيمها.

## علاقات التحجيم
اعتُقد لفترة طويلة أن الآساس الحرجة كانت هي ذاتها فوق وتحت درجة الحرارة الحرجة، على سبيل المثال α ≡ α′ أو γ ≡ γ′. لقد ثبت الآن أن هذا ليس صحيحًا بالضرورة؛ عندما يُقسم التماثل المستمر بشكل صريح إلى تماثل منفصل عن طريق تباين غير ذي صلة (بمعنى مجموعة إعادة التطبيع)، فإن الأسين γ و γ′ لا يُعدان متطابقين.